# Холишов
Холишов (чеш. Holýšov) град је у Чешкој Републици. Град се налази у управној јединици Плзењски крај, у оквиру којег припада округу Домажлице.

## Становништво
Према подацима о броју становника из 2014. године град је имао 4.995 становника.